# Zeller Altstadt

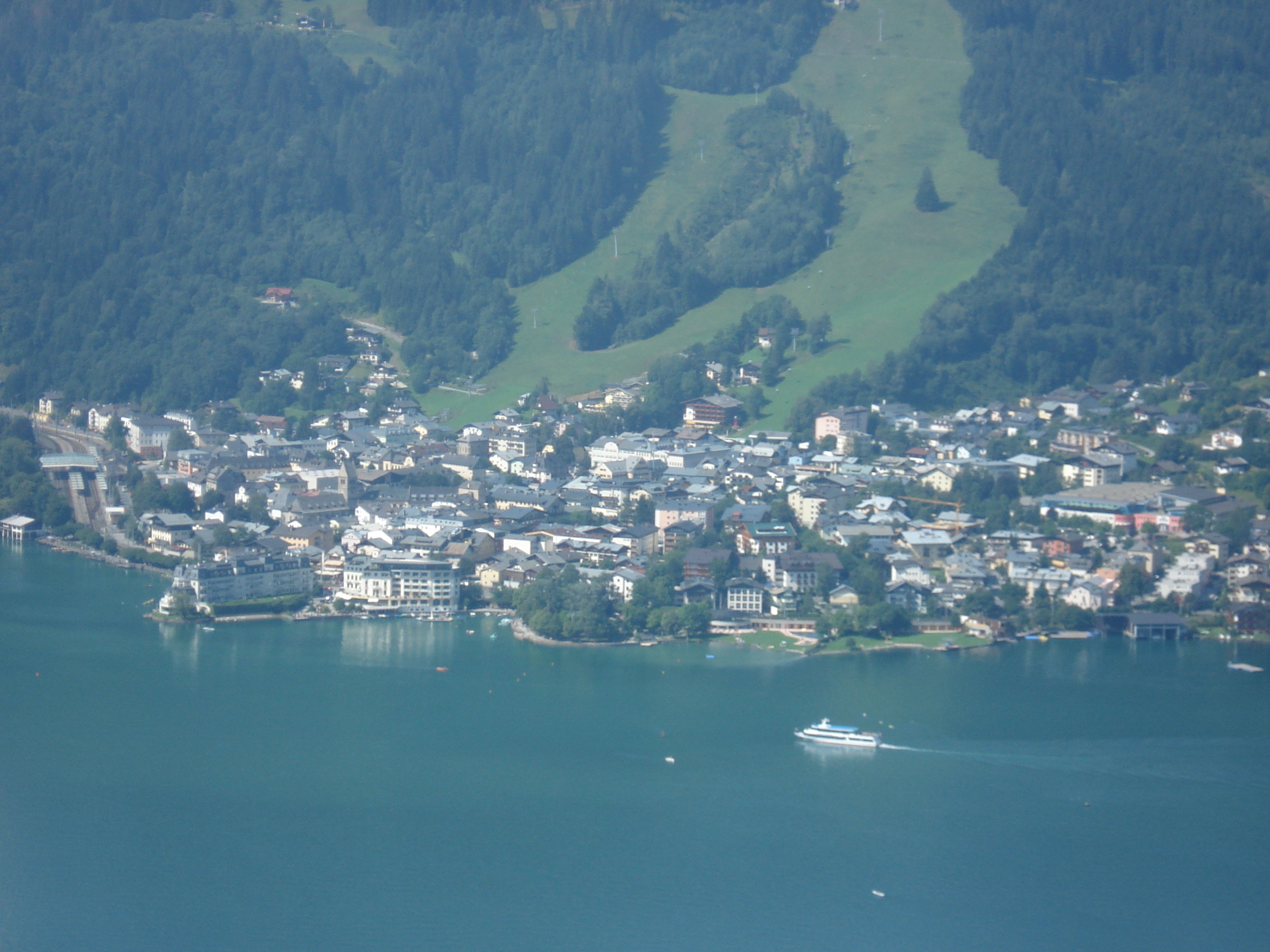
Die Zeller Altstadt (Juli 2008)

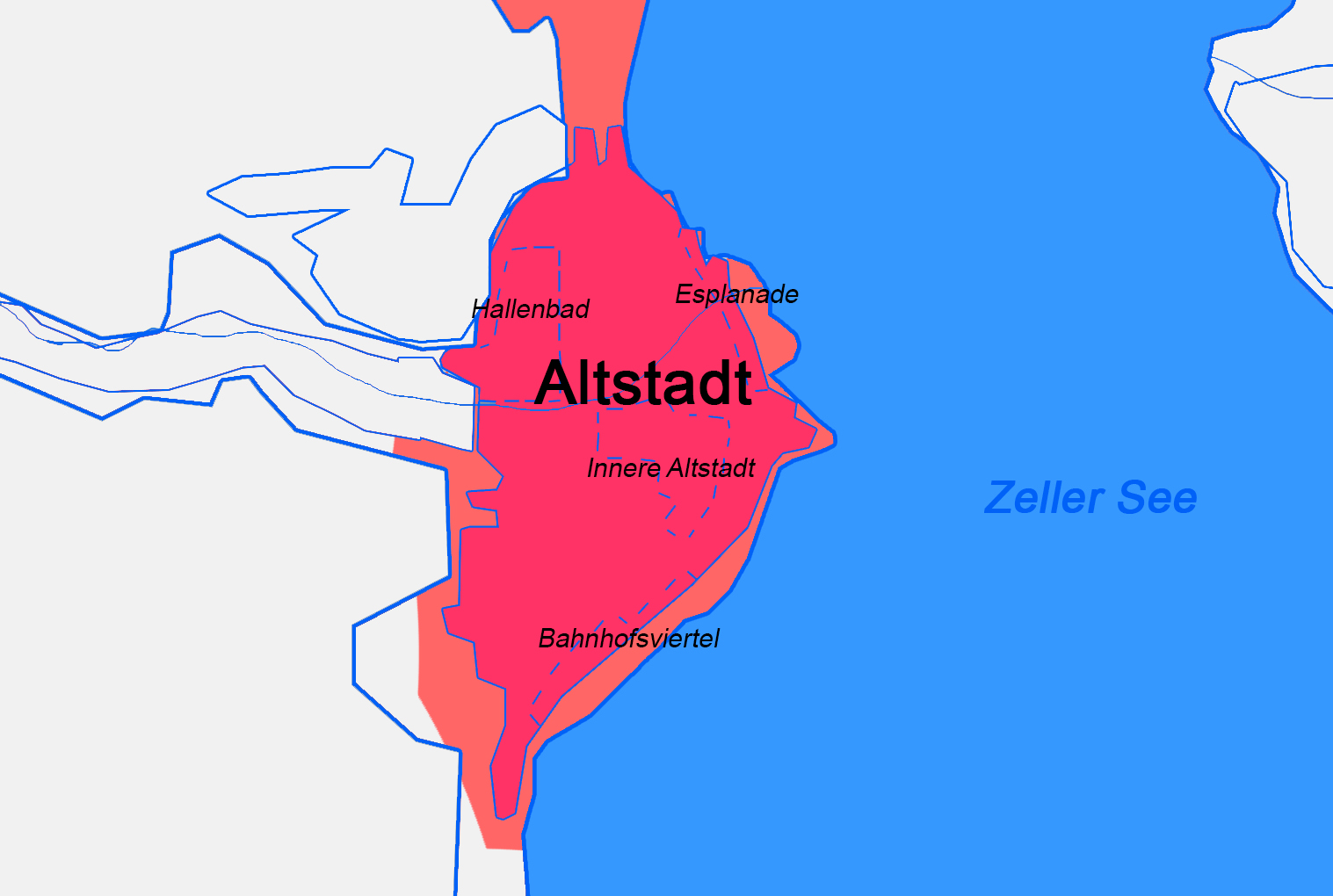
Zeller Altstadt Unterteilung

Die Altstadt von Zell am See umfasst den historischen Stadtkern von Zell am See. In der Altstadt leben rund 3800 Einwohner.

## Abgrenzung
Der Begriff „Altstadt“ kann in Zell am See aufgrund der historischen Bausubstanz auf den Stadtplatz, die Dreifaltigkeits-, Kirch- und Seegasse ausgelegt werden. Ausschlaggebend dafür ist ein „Geometrischer Grundriss des Pan-Marktes Zell im Pinzgau“ aus dem Jahr 1784 bzw. der adaptierten Version um 1850, auf denen igs. 97 Häuser verzeichnet sind, davon 54 aus Stein, 35 Häuser aus Holz mit Steinbauteilen und 8 reine Holzhäuser. Bis auf drei Gebäude im ärarischen Besitz (Schloss Rosenberg, Fronfeste und Amtshaus) waren alle anderen im Eigentum der Gemeindebürger, allein 16 waren reine Landwirtschaftsbetriebe. Aufgrund der Anordnung der Steinhäuser entlang der Dreifaltigkeitsgasse (6 Häuser aus Stein), des damaligen Markt- und heutigen Stadtplatzes (11), sowie Kirchgasse (7) und Seegasse (11) ergibt sich somit auch eine logische Abgrenzung der Altstadt (insg. 35 von 54 historischen Gebäuden aus Stein).

## Beschreibung
Die bedeutendsten Gebäude in der Zeller Altstadt waren bzw. sind die Stadtpfarrkirche St. Hippolyt, der markante fünfstöckige Vogtturm, die „Alte Propstei“ (heute Bankhaus Spängler), das ehemalige Pflegschaftsgebäude (heute Bezirkshauptmannschaft) sowie die bereits in einem Gewerbekataster im Jahr 1493 als Wirtsgerechtsame erwähnten Traditionsgasthäuser Steinerwirt, Lebzelter, Alte Post (ab 1625 mit Bräuhaus und Bräustöckl, dieses 1905 abgerissen), Neuwirt (heute Stadtcafe), Schwaiger (Metzger), Resch (Zum wilden Mann), Abrahamwirt (Grüner Baum) und Auerwirt (heute Ristorante Pizzeria Giuseppe).

## Historische Ereignisse
Mehrfach wurde die Zeller Altstadt durch Überschwemmungen des Schmittenbaches in Mitleidenschaft gezogen. Schon in den Jahren 1588, 1598 oder 1632 hatte es Überflutungen des Marktplatzes gegeben, im Juli 1737 vermurte der Schmittenbach das Ortszentrum von Zell im Pinzgau so stark, dass die Geröll- und Schlammmassen nur marginal weggebracht werden konnten und der Eingang zur Kirche seither über abwärts führende Stufen begangen werden muss. Auch für die Jahre 1759, 1834 oder 1884 sind verheerende Unwetter belegt, zuletzt wurde der (nunmehrige) Stadtplatz bei Unwettern im Jahr 1966 überschwemmt.
1770 wütete ein Brand in der Altstadt und vernichtete acht Gebäude (u. a. das Pflegerhaus, das Bräuhaus, das Gerichtsdienerhaus und den „Traidkasten“) sowie die Kirche „Unsere liebe Frau im Walde“ (nur das Bild der Ährenkleid-Madonna, von den Einheimischen liebevoll „Woaz-Frau“ genannt, konnte gerettet werden). Von der Hippolytkirche verbrannte das Dach mit Dachstuhl, das Gewölbe der Kirche wurde beschädigt, blieb aber im Wesentlichen erhalten. Infolge der Beschädigungen musste die Marienkirche 1773 endgültig abgerissen werden, die Zeller Bürgerschaft verlangte von Erzbischof Hieronymus Colloredo und später von Kurfürst Großherzog Ferdinand von Toskana auch einen Neubau der – ungeliebten – Hippolytkirche. Da jedoch keinerlei finanzielle Mittel aus der fürsterzbischöflichen Kasse zur Verfügung gestellt wurden und auch das Bauvorhaben in der kurfürstlichen Ära Salzburgs nicht verwirklicht werden konnte, blieb der historische Bau erhalten. Die beim Brand entstandenen Sprünge wurden durch den Einzug von eisernen Klammern grob (aber dauerhaft) saniert, 1812 darüber hinaus ein neues Schalgewölbe eingezogen.
Eine bauliche Umgestaltung erfuhr die Zeller Altstadt schließlich noch im Jahr 1905 durch den Abriss des sog. Bräustöckls am Stadtplatz, das mit dem Bräugasthof durch einen Bogengang über die Straße verbunden gewesen war. Dieses Ensemble wurde damals den Anforderungen des gestiegenen Verkehrs in die Jubiläumsstraße (benannt nach dem Jubiläum des 50. Jahrestages der Thronbesteigung von Kaiser Franz Josef am 2. Dezember 1898, heute Bahnhofstraße), geopfert.

## Die Stadtpfarrkirche zum heiligen Hippolyt

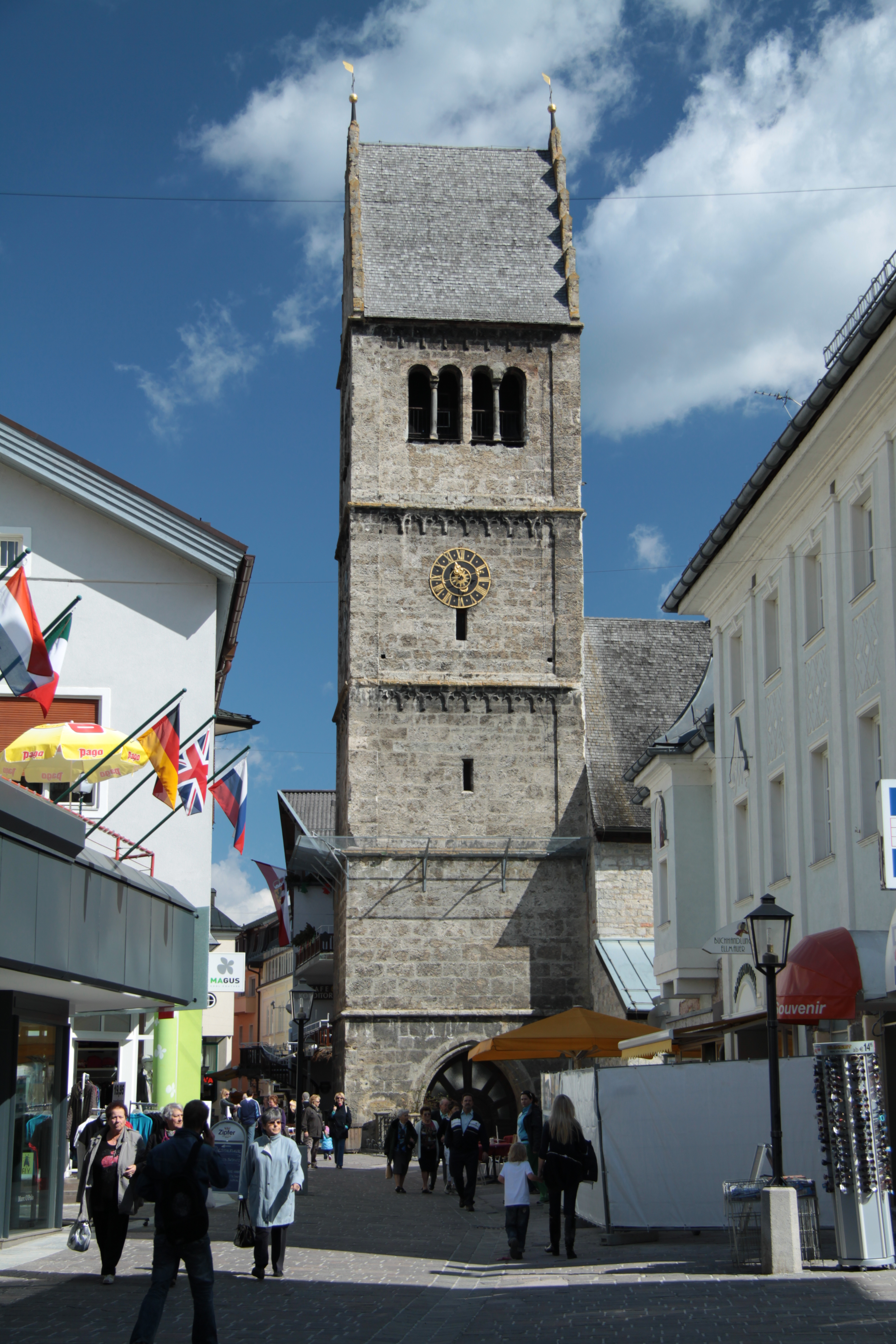
Hippolytkirche Turm

Die Kirche zeigt die ältesten Bauelemente des Pinzgaus. Die gesamte Anlage ist romanisch. Die Kirche ist dreischiffig und war einst mit gotischem Rippengewölbe ausgestattet. Im Hauptschiff ist 1794 das Steingewölbe abgeschlagen und ein Schalgewölbe eingezogen worden, welches 1898 durch eine flache Holzdecke ersetzt wurde. Zum Hochaltar führen 4 Stufen hinauf, die darunterliegende Krypta wurde zugeschüttet. Allerdings wurde sie im Zuge der Renovierung in den 80er Jahren wieder freigelegt.
Das Juwel der Kirche, das schönste und kostbarste Baudenkmal des Pinzgaues, ist die Empore mit ihrer prachtvollen Brüstung. Die Empore ruht auf vier verschieden gearbeiteten Säulen von ausgesucht kostbaren Marmor, zwischen denen das reiche filigranartige Netzgewölbe gespannt ist. Die drei Spitzbögen tragen viele Krabben, gehen in Spitztürmchen mit Kreuzblumen über, zwischen den drei Bögen sind gotische Baldachine mit geschnitzten Figuren des Hl. Hippolyt und Florian von 1520. Die Emporenbrüstung zeigt edles Maßwerk in Vierkleerosetten und Fischblasenmanier. Die Arbeit trägt die Zahl 1514.
Der Turm beherrscht das Altstadtbild von Zell am See. Die starken Mauern sind außen mit Quadern von Konglomerat verkleidet, in fünf Geschoße abgeteilt, die durch gotische Friese gekennzeichnet sind. Die Friese sind je höher, desto größer. Der Turm ist 36 m hoch und trägt ein Satteldach mit Treppengiebel.
1660 bis 1670 bekam die Kirche einen neuen Hochaltar in edler Barockarbeit. 1760 wurde wieder ein neuer Hochaltar aufgestellt. Von der barocken Einrichtung ist fast nichts mehr erhalten außer einigen Zierstücken, zwei große Statuen kamen in die Prielauer Kirche. Auf dem Hochaltar stehen jetzt neben dem Tabernakel zwei Statuen von 1480: St. Rupert und Virgil.
Der Seitenaltar enthält das Gnadenbild der abgebrochenen Kirche Maria Wald. Es ist eine Madonna mit stehendem Kind von 1540. Das linke Seitenschiff hat in der halbrunden Apsis einen kleinen Sebastianaltar mit Glasgemälde im Fenster und sehr schöne, große Grabsteine. Bei der Renovierung 1898 wurde alles barocke Kunstgut restlos aus der Kirche entfernt, eine flache Holzdecke eingezogen und zwei neugotische Altäre mit reicher Vergoldung und Bildhauerarbeit von Josef Bachlehner in Hall in Tirol aufgestellt.

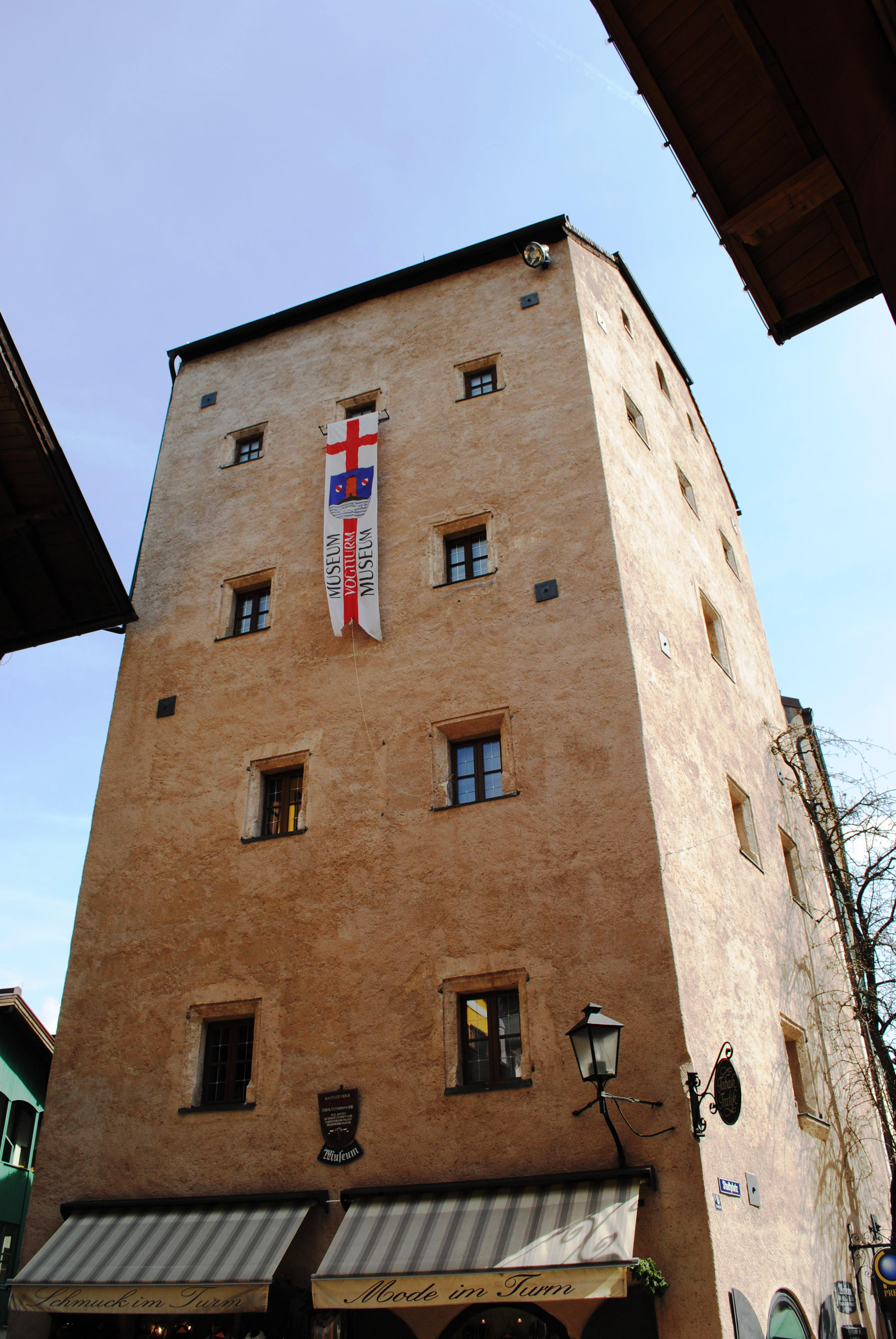
Kastnerturm

## Vogtturm
Der wohl vor mehr als 1000 Jahren erbaute sechsgeschoßige Vogtturm (vorübergehend nach einer Besitzerfamilie auch „Kastnerturm“ genannt) – im Altstadtzentrum von Zell am See gelegen – wurde 1984 vom Bankhaus Carl Spängler & Co. AG erworben und darin anschließend in vier Stockwerken das Heimatmuseum Zell am See untergebracht. Neben der Kirche ist der Turm wohl das älteste Gebäude der Stadt und mit dicken Mauern ausgeführt. Allerdings können bis heute zu Baualter und Bauherren nur Vermutungen angestellt werden. In der Zeit, als die landesfürstlichen Pfleg- und Landgerichte entstanden, hatte der Turm seine einstige Bestimmung als Bergfried, Schutz- oder Fluchtturm verloren. Auch über Vögte, die das Amt stellvertretend für Herrscher- bzw. Adelsfamilien ausübten, ist nichts mehr bekannt.

## Ferry Porsche Congress Center

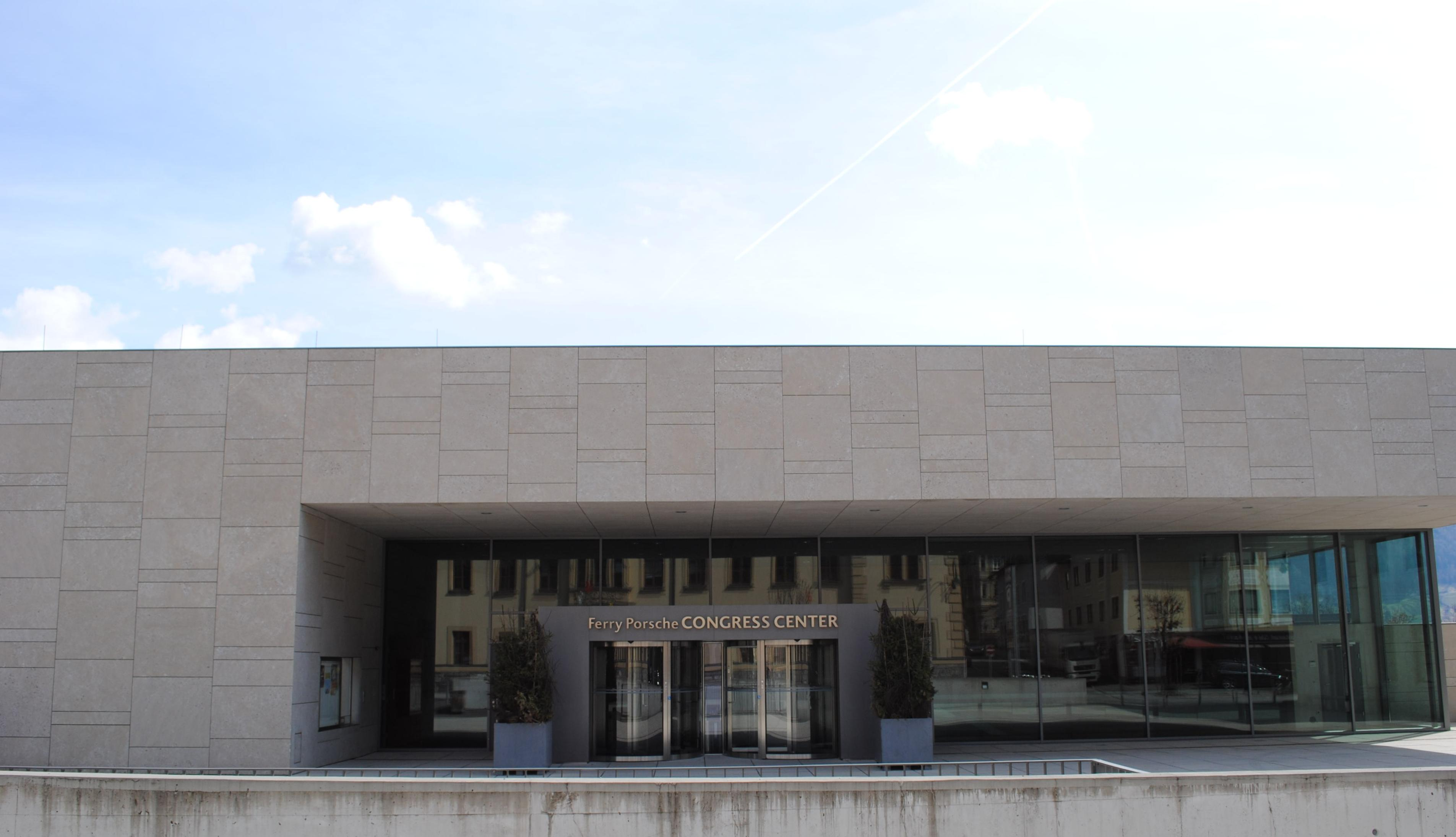
Ferry Porsche Congress Center

Unweit der Altstadt von Zell am See befindet sich das Ferry Porsche Congress Center. Die Eröffnung des Kongresshauses fand im Juli 2007 statt.